# 油原家
油原家（ゆはらけ）は、茨城県南の稲敷、龍ケ崎地域に多い名字。稲敷郡（現・稲敷市）小野にあった名家。
家紋は丸に抱き茗荷。

## 解説
油原の名字は比叡山延暦寺より与えられたと言われ、稲敷市小野にある天台宗逢善寺の歴代住職のサポートをしていた。
油原家の領地は現在の稲敷郡一体と周辺地域の一部に渡り、一族の中には生涯を領地から出る事が無かった者も居た。
江戸時代に男児が誕生せず、水戸藩より養子を貰い一族を繋いだ。
一族の学歴も高く、東京大学・早稲田大学の出身が数多く居た。
逸話として、油原家の人の後ろを付いて歩けばズボンのポケットからお金が落ちると貰えると言われる程であった。
現在は大屋敷も無くなり、逢善寺の歴代住職と並んで油原家の墓があるのみとなり子孫の方が管理をしている。
| サブスタブ | この項目は、まだ閲覧者の調べものの参照としては役立たない、書きかけの項目です。この項目を加筆・訂正などしてくださる協力者を求めています。このテンプレートは分野別のサブスタブテンプレートやスタブテンプレート（Wikipedia:分野別のスタブテンプレート参照）に変更することが望まれています。 |